# Antoni Martí i Gich
Antoni Martí i Gich, (Barcelona, 1947), és un documentalista i cineasta català.

## Biografia
Va estudiar publicitat a l'Escola Massana de Barcelona entre els anys 1966 i 1972. A partir del 1977 es va professionalitzar i va realitzar noticiaris per a l'Institut del Cinema Català (ICC). Del 1981 al 1985 va realitzar la sèrie «Comarques de Catalunya» per a la productora Centre Promotor de la Imatge, juntament amb Ferran Llagostera, Ildefons Duran, Albert Abril, Pep Callís, Manel Cussó-Ferrer i Antoni Verdaguer.
El 1984 creà al municipi de la Bisbal, juntament amb diversos socis com ara la seva dona, Dolors Fuster, Àngel Quintana i Xavier Roca, entre d'altres, la productora de cinema i vídeo Video Play Serveis. D'aleshores ençà ha produït i realitzat, a través de la seva productora un gran nombre de reportatges, documentals i anuncis publicitaris i turístics i, sobretot, ha desenvolupat una important tasca de recuperació del patrimoni audiovisual de les comarques gironines. Com a reconeixement d'aquesta activitat, el 2005 va rebre el trofeu "Sant Nitrat de Cinema Rescat" que atorga l'Associació Catalana per a la Recerca i Recuperació del Patrimoni Cinematogràfic.

## Filmografia
Recull de part de la filmografia de l'Antoni Martí i Guich:
- 1969. Retrato de una juventud co-realitzat amb Jull Cuartero realitzat en 8mm.
- 1971. 94.90.99 (Instant City). Film experimental realitzat en 8mm.
- 1972. Exoforma-endoforma. Film experimental realitzat en 8mm.
- 1972. Terra grisa. Documental experimental. 9 minuts.
- 1973. Rectangle. Film experimental realitzat en 16mm.
- 1973. Sens pecat fou concebuda. Documental. 35 minuts.
- 1974. Blanc and white. 8mm
- 1974. Lluís Llach en directe. S8mm
- 1975. Imatges. Documental experimental del caos urbà. 13 minuts.
- 1975. El pallasso espanyat. Narració del captiveri d'un pres republicà al penal d'Alcalá de Henares. 50 minuts.
- 1976 Grec76. Documental de la primera campanya teatral a Barcelona. 30 minuts.
- 1973-1976. l'Aran, l'Aran. Documental sobre la transformació de la Vall d'Aran. 45 minuts.
- 1977. Som una nació! Documental. 20 minuts.
- 1977. Supertot. Adaptació de l'obra J. M. Benet i Jornet, del mite del superhome, amb el grup de teatre U de Cuc Teatre. 45 minuts.
- 1976-1977. Hic digitur dei. Ficció, disbauxa-musical dels últims temps del franquisme. Guió de Quim Monzó i Roser Fradera. Música: Quim Sota. Actors: Rosa Novell, Pep-Maur Serra, Xabier Elorriaga, Joan Fernández, Maruja Torres, Montserrat Carulla, Alfred Luchetti, Nadala Batista, ... 85 minuts.
- 1979. Independentzia! Documental. 30 minuts.
- 1976. L'Avui, abril 76. Documental. 17 minuts.
- 1980. Contes de la vora del foc. Ficció. 85 minuts.
- 1983. Underworld. FICCIÓ. 14 minuts.
- 1986. Una nit a Casablanca. Ficció. 90 minuts.
- 1981-1985 - Documentals de la sèrie comarques de Catalunya:
  - Baix Empordà. 30 minuts
  - Bages. 30 minuts
  - Baix Ebre. 30 minuts
  - Alt Penedès. 30 minuts
  - Alt Camp. 30 minuts
  - Pallars Sobirà. 30 minuts
- 2010. El territori al plat. Documental. 40 minuts
- Noticiaris de l'Institut de Cinema Català:
  - 1977. L'atur - Duració:12'
  - 1981. Diada Nacional de Catalunya - Duració:12'
  - 1982. La normalització lingüística - Duració:12'

## Fons Antoni Martí
Fruit de la seva activitat professional com a productor i director en solitari d'obres cinematogràfiques i documentals s'ha creat el Fons Antoni Martí amb el suport del Centre de la Imatge de la Diputació de Girona.
El contingut del fons recull continguts de cinema amateur independent, en format subestàndard de 8 mm i súper-8, amb documentals experimentals, reportatges i cinema de ficció. També n'està format per obres de cinema professional de 16 i 35 mm amb noticiaris de l'Institut del Cinema Català realitzats el 1977, documentals de la sèrie Comarques de Catalunya encarregats pel Centre Promotor de la Imatge entre els anys 1981 i 1985, i pel·lícules de ficció en format estàndard o 35 mm.